# Bjeloši
Bjeloši este un sat din comuna Cetinje, Muntenegru. Conform datelor de la recensământul din 2003, localitatea are 86 de locuitori (la recensământul din 1991 erau 104 locuitori).

## Demografie
În satul Bjeloši locuiesc 64 de persoane adulte, iar vârsta medie a populației este de 37,8 de ani (37,5 la bărbați și 38,1 la femei). În localitate sunt 23 de gospodării, iar numărul mediu de membri în gospodărie este de 3,74.
|  |

| Demografie | Demografie | Demografie |
| An         | Locuitori  | Locuitori  |
| ---------- | ---------- | ---------- |
|            |            |            |
|            |            |            |
|            |            |            |
|            |            |            |
| 1948       | 225        |            |
| 1953       | 258        |            |
| 1961       | 230        |            |
| 1971       | 208        |            |
| 1981       | 151        |            |
| 1991       | 104        | 104        |
| 2003       | 86         | 86         |

| \| Componența etnică conform recensământului din 2003[2] \| Componența etnică conform recensământului din 2003[2] \| Componența etnică conform recensământului din 2003[2] \| Componența etnică conform recensământului din 2003[2] \| Componența etnică conform recensământului din 2003[2] \| \| ----------------------------------------------------- \| ----------------------------------------------------- \| ----------------------------------------------------- \| ----------------------------------------------------- \| ----------------------------------------------------- \| \| \| \| \| \| \| \| Muntenegreni \| Muntenegreni \| \| 80 \| 93,02% \| \| necunoscută \| necunoscută \| \| 4 \| 4,65% \| |              |  |    |        |
| Componența etnică conform recensământului din 2003 |              |  |    |        |
| |              |  |    |        |
| Muntenegreni | Muntenegreni |  | 80 | 93,02% |
| necunoscută | necunoscută  |  | 4  | 4,65%  |